# Raconet del Sebastià
El Raconet del Sebastià és un jaciment arqueològic del Paleolític mitjà, situat al terme municipal de Granyena de les Garrigues, (Les Garrigues), inclòs a l'Inventari del Patrimoni Arqueològic i Paleontològic de Catalunya.

## Descripció
El jaciment es troba en zona de conreu d'ametllers i oliveres, concretament en una terrassa de graves a la banda esquerra de la Vall Major.

## Troballes arqueològiques
El Raconet és una zona habitacional sense estructures amb datada cap al 90.000-33.000 a.n.e, durant el Paleolític mitjà. En una prospecció superficial el 1984 es van recollir vint-i-cinc peces de sílex molt deshidratades, principalment ascles  i lamines. A partir d'aquí es va donar una datació cap al paleolític inferior o del Neolític. Actualment, però, s'han trobat algunes amb fàcies musterienses, per tant, pertanyents al Paleolític mitjà.